# Fahrrad mit Hilfsmotor
Fahrrad mit Hilfsmotor (FmH) ist ein rechtlich definierter Begriff in Deutschland, der ein Kraftrad beschreibt, das hinsichtlich der Gebrauchsfähigkeit die Merkmale eines Fahrrades aufweist. Das nationale Recht hat für das FmH – je nach bauartbedingter Höchstgeschwindigkeit – unterschiedliche Bestimmungen zur technischen Ausstattung, Helmpflicht, Führerschein oder Mofa-Prüfbescheinigung. Für den seit einigen Jahren erfolgten Aufschwung von Fahrrädern mit Elektroantrieb hat das Bundesverkehrsministerium die rechtliche Einteilung zum Fahrrad (Pedelec) oder Kleinkraftrad (S-Pedelec) vorgesehen.

## Geschichte

### Motorfahrrad

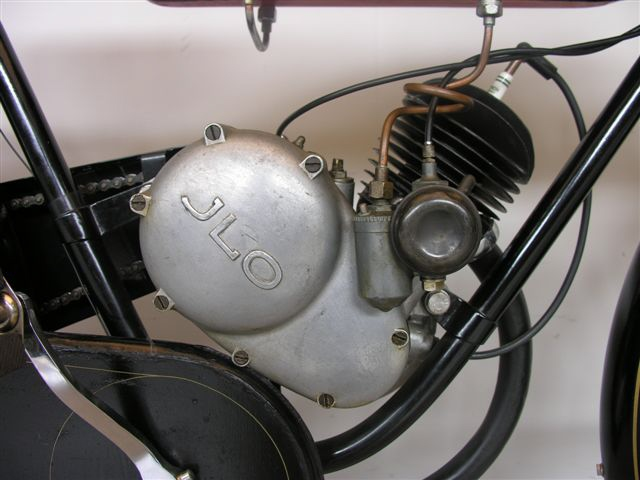
ILO-Einbaumotor (98 cm³)

Die ersten juristisch definierten Anfänge des Fahrrads mit Hilfsmotors finden sich in § 27 des Gesetzes über den Verkehr mit Kraftfahrzeugen vom 21. Juli 1923, das für Kleinkrafträder Zulassungs- und Führerscheinfreiheit feststellte. 1923 wurden kleine Krafträder auf 1 PS Nutzleistung, 1928 deren Hubraum auf 200 cm³ begrenzt.
1929, aus der Not der Weltwirtschaftskrise, wurde die Entwicklung kleiner Motorfahrräder geboren; die schweren Motorräder waren in Krisenzeiten unverkäuflich. 1930 entwickelten ILO sowie Fichtel und Sachs Ein- und Anbaumotoren zunächst mit 60, später 74 und 98 cm³ Hubraum, die 2,25 PS leisteten. Über 70 verschiedene Anbieter entstanden um diese Zeit. Ein großer Vorteil, der wesentlich zur Verbreitung beitrug, war die Steuer- und Führerscheinfreiheit bis 1938. Die Nasenkolben-Zweitakter machten bis Mitte der 1930er Jahre fast 30 Prozent, in den Jahren 1948 und 1949 45 Prozent der gesamten Kraftradfertigung in Deutschland aus. Allein vom 98 cm³ Fichtel-und-Sachs-Motor wurden bis 1949 etwa 750.000 Exemplare produziert.

### Fahrrad mit Hilfsmotor

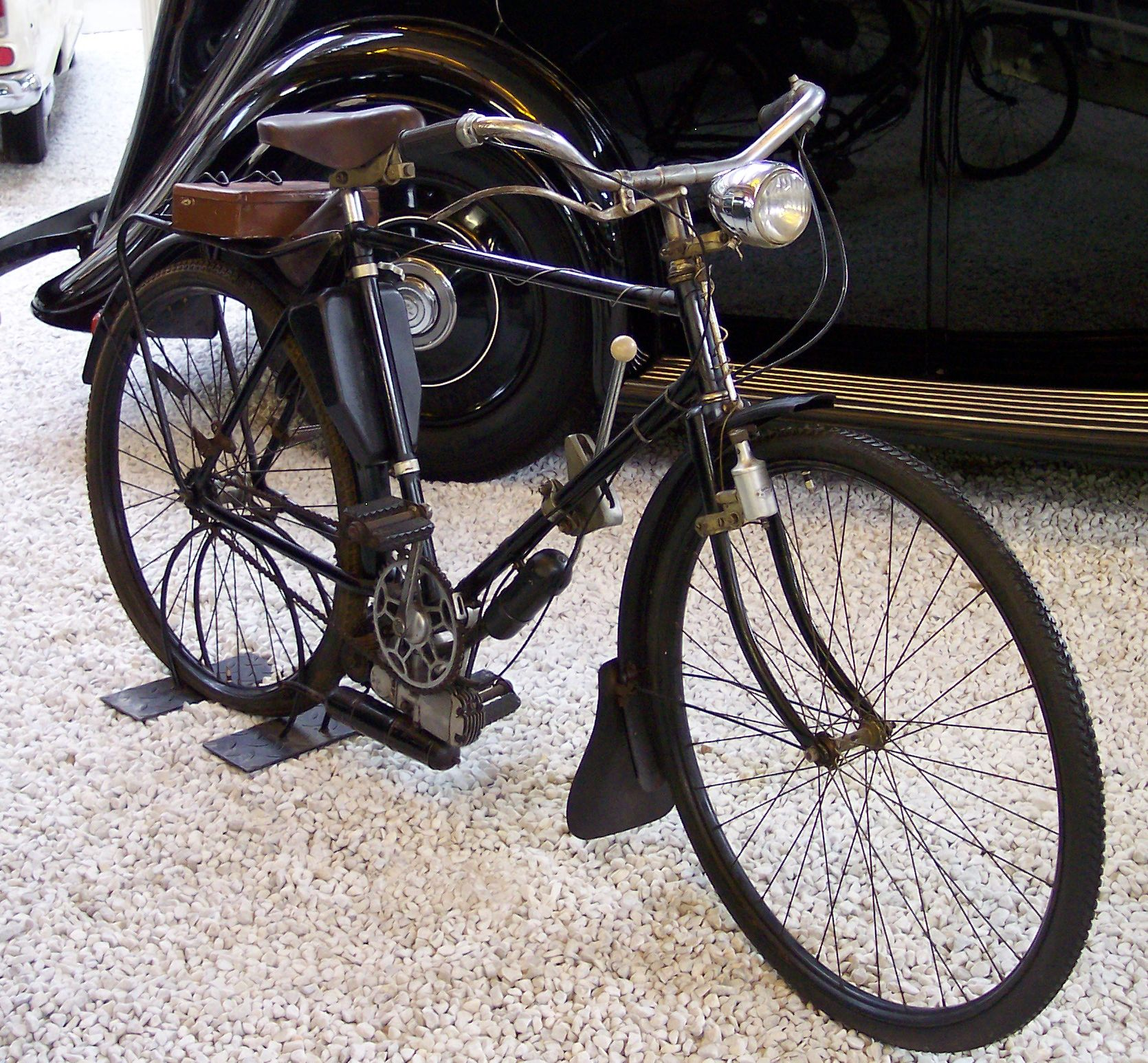
Ein Fahrrad mit Lohmann-Motor als Anbaumotor an ein normales Fahrrad.

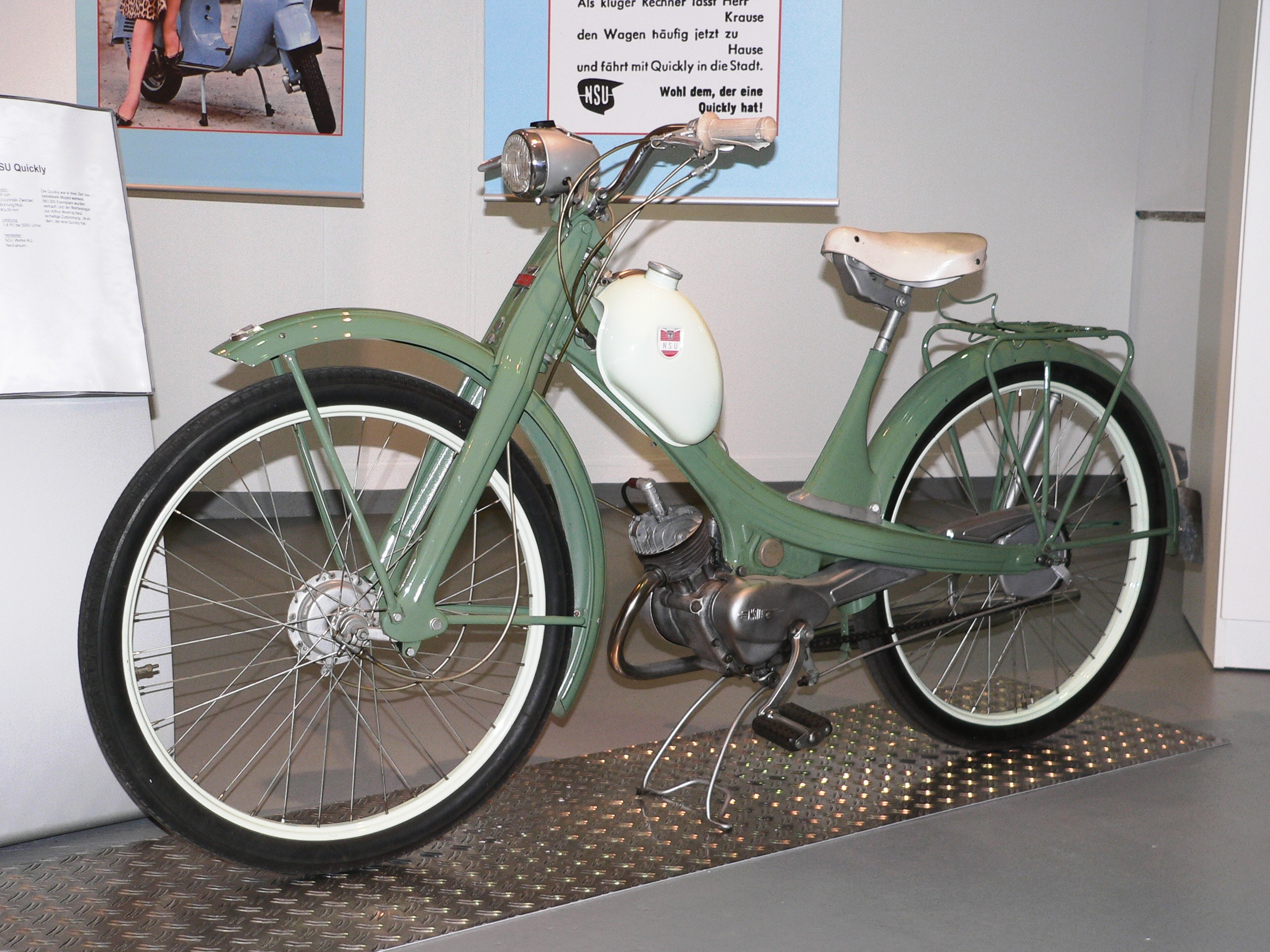
Ein Fahrrad mit Hilfsmotor, das konstruktiv auf die Motorisierung ausgelegt wurde. Hier NSU Quickly (1953).

Am 1. Januar 1953 wurde in Westdeutschland das Fahrrad mit Hilfsmotor (FmH) gesetzlich definiert, das leer maximal 33 kg wiegen und nicht mehr als 50 cm³ Hubraum haben durfte. Des Weiteren wurden Tretkurbelradius und eine Mindestgröße der Räder festgelegt. Dieser Typ konnte ohne Fahrerlaubnis gefahren werden. Dabei handelte es sich sowohl um normale Fahrräder mit Anbaumotor, wie auch fahrradähnliche Fahrzeuge, die konstruktiv jedoch für eine Motorisierung ausgelegt waren. Solche später als Moped bezeichneten Zweiräder wurden in Deutschland erstmals ab 1951 von den Rex-Motorenwerken gebaut. Anfang 1953 brachte ILO einen Anbaumotor FP 50 heraus, der in großem Umfang geliefert, von Fahrradherstellern eingekauft und zur kurzfristigen Entwicklung eigener Mopeds genutzt werden konnte. Andere Kleinmotorenhersteller wie Mota, Victoria, Sachs, Lutz, Heinkel und NSU griffen den neuen Trend schnell auf. So verbreiteten sich Mopeds im Rahmen der führerscheinfreien Klasse der FmH binnen kürzester Zeit. Die Bedeutung des Anbaumotors zur Nachrüstung normaler Fahrräder ging entsprechend zurück.
Die schon seit 1951 produzierte Kreidler K 50 hatte wie auch die K 51 ein Leergewicht von mehr als 33 kg und zählte daher zu keinem Zeitpunkt zur Klasse der Fahrräder mit Hilfsmotor, jedoch wurde auch von Kreidler mit dem Modell J 50 ein Fahrzeug dieser Klasse produziert.
Für Motorfahrräder mit Pedalen wurde am 23. Januar 1953 der Begriff Moped eingeführt, mit Kickstarter wurde die Bezeichnung Mokick etabliert. Am 24. August 1953 wurde die Klasse der fahrerlaubnispflichtigen Kleinkrafträder geschaffen, die auch das maximal 33 kg wiegende Fahrrad mit Hilfsmotor beinhaltete;
1960 wurde für das FmH ein Geschwindigkeitslimit von 40 km/h eingeführt, für Kleinkrafträder war nur das Hubraumlimit vorgesehen. 1965 wurde unterhalb des FmH die Klasse der führerscheinfreien Mofas geschaffen. 1980 ging der Begriff FmH in die Klasse der Kleinkrafträder über, die Bezeichnungen Moped und Mokick blieben.
In der DDR war die Klasse der Fahrräder mit Hilfsmotor ebenfalls gesetzlich definiert. Der MAW-Hilfsmotor, der von 1954 bis 1959 gebaut wurde, fand die größte Verbreitung, Anfang der 1970er Jahre wurde mit dem Mofa Simson SL1 erneut ein Fahrzeug dieser Klasse produziert.

## Bauarten
In der Anfangszeit wurden Motorfahrräder mit einem Verbrennungsmotor ausgestattet, der ursprünglich das Vorderrad antrieb. Der Motor wurde als Anbaumotor verkauft und konnte an gewöhnlichen Fahrrädern montiert werden. Als erstes Motorfahrrad gilt die Werner von 1897 mit Riemenantrieb auf das Vorderrad. Von 1919 bis 1923 stellte DKW in Zschopau über 30.000 Stück des DKW-Fahrradhilfsmotors her, der auf dem Gepäckträger montiert wurde und das Hinterrad über einen Riemen antrieb. Die NSU Motosulm (1931–1935) hatte Kettenantrieb auf das Vorderrad. Solex übernahm mit der Vélosolex von 1946 bis 1988 mit einem Reibrollenantrieb sehr erfolgreich dieses Konzept. Standardbauweise ist jedoch der Hinterradantrieb.
Die Einbauvariante des Motors in den Rahmen – über, unter (z. B. Lohmann-Motor) oder vor dem Tretkurbellager – stellten übliche Konzepte dar. Die Saxonette von 1937 mit dem Motor an der Hinterachse angebracht, ist eine Bauweise, die bis 2011 als Leichtmofa produziert wurde.
Auch Hilfsantriebe mit eigenem Rad, die das Fahrrad von hinten schoben, sind in den 1920er Jahren entwickelt worden. Bei vielen ausländischen Lösungen wurde dieses „Treibrad“ hinten seitlich an den Fahrradrahmen angebaut. Das Treibrad der Luftfahrzeug-Gesellschaft (L. G. F.) in Seddin bei Stolp, Pommern, hatte zwei Laufräder, wurde am Sattelstützrohr angekuppelt und sollte Geschwindigkeiten bis 50 km/h ermöglichen. Der Viertaktmotor hatte 56 mm Bohrung, 66 mm Hub und ca. 163 cm³ Hubraum, Kettenantrieb, aber keine Kupplung, die Produktion endete 1924.
Heutige FmH sind überwiegend Mofas, die in Konstruktion und Erscheinungsbild weitgehend dem Motorroller entsprechen. Diese verfügen lediglich über eine geänderte Sitzbank sowie einen auf in Deutschland 25 km/h gedrosselten Verbrennungsmotor. Damit wird eine Marktnische für Personen gefüllt, die nicht im Besitz einer Fahrerlaubnis sind.

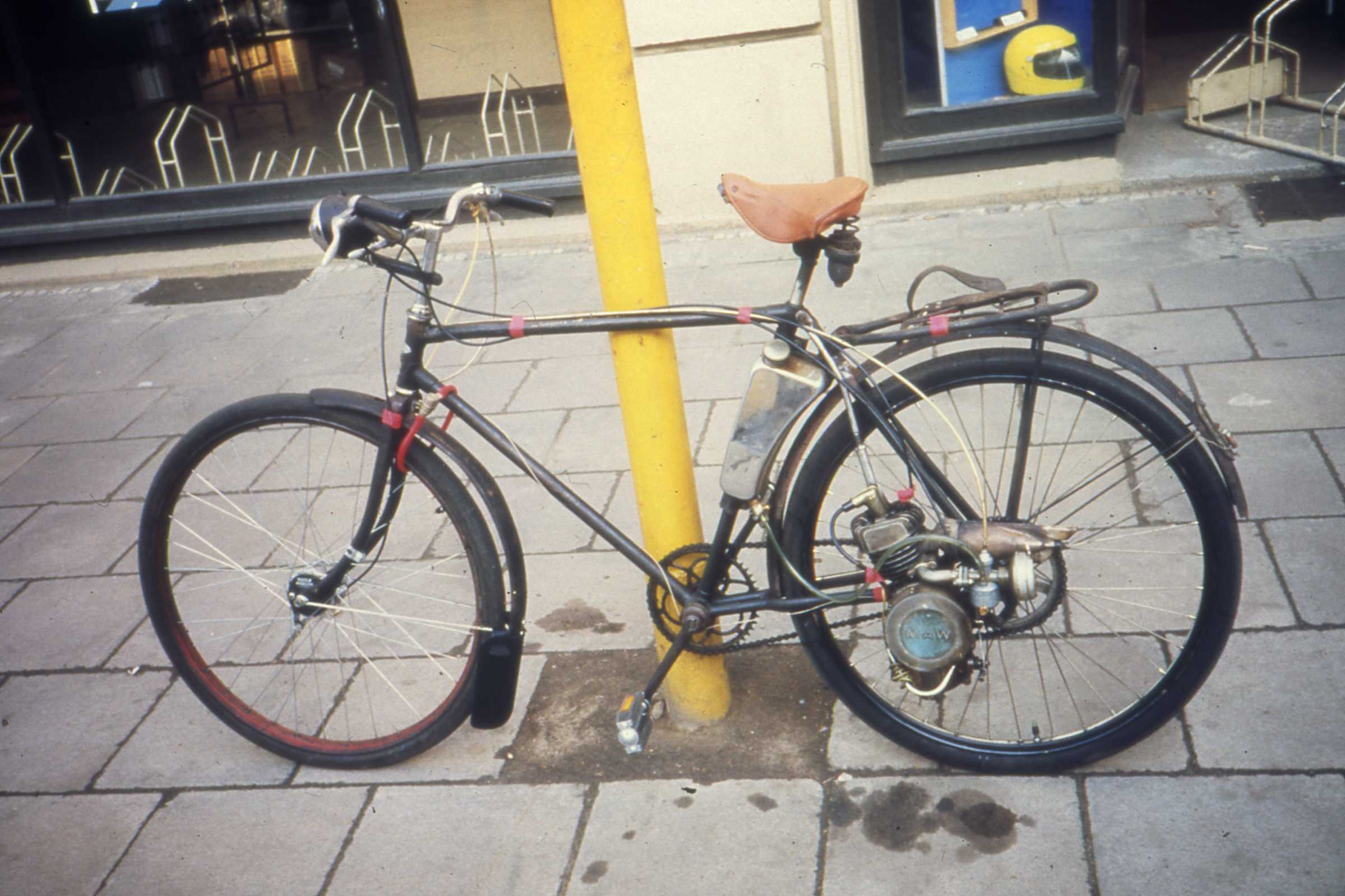
Ein Fahrrad mit MAW-Hilfsmotor in Magdeburg 1990.
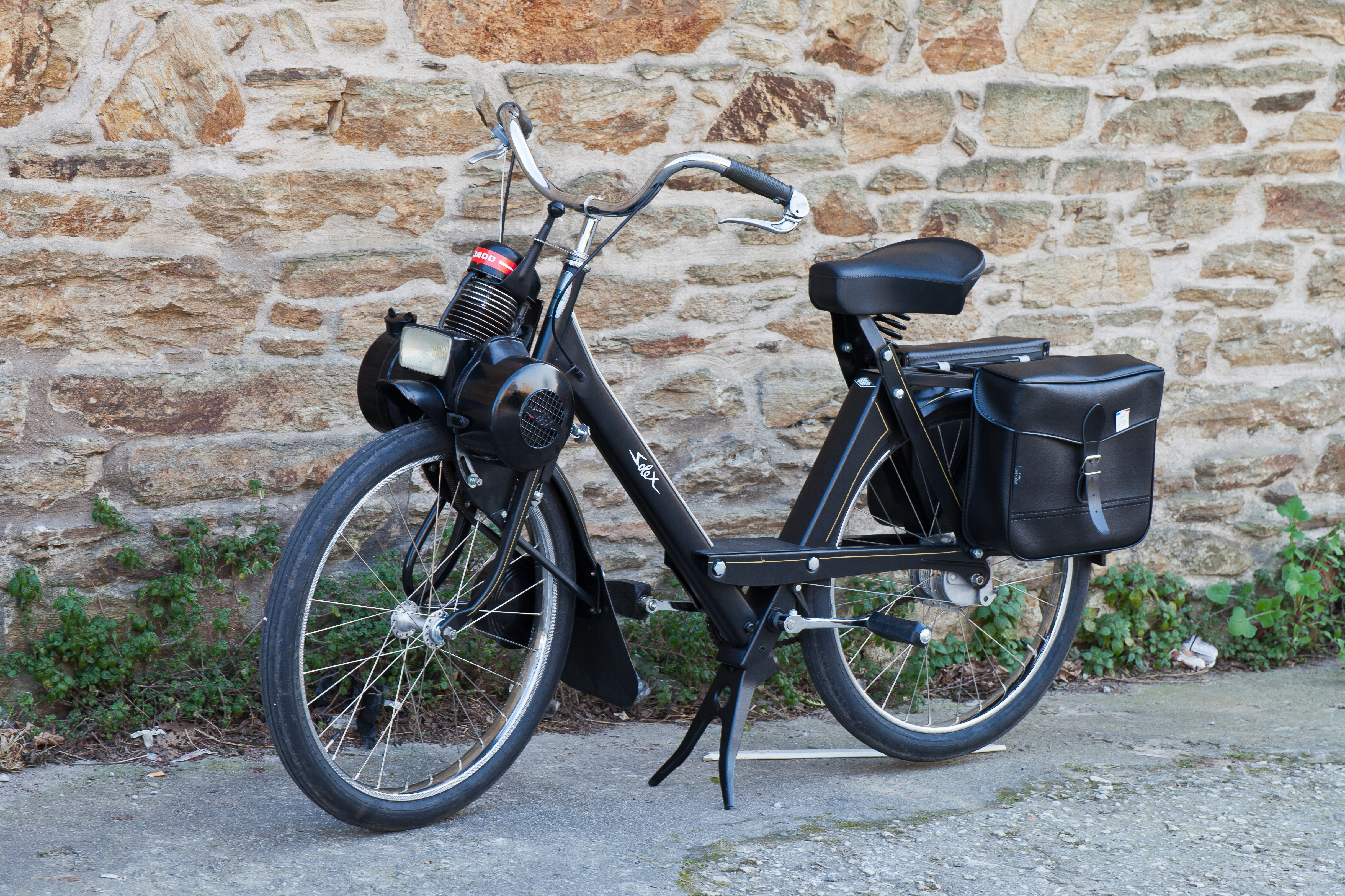
Vélosolex mit Frontantrieb (1946–2012)
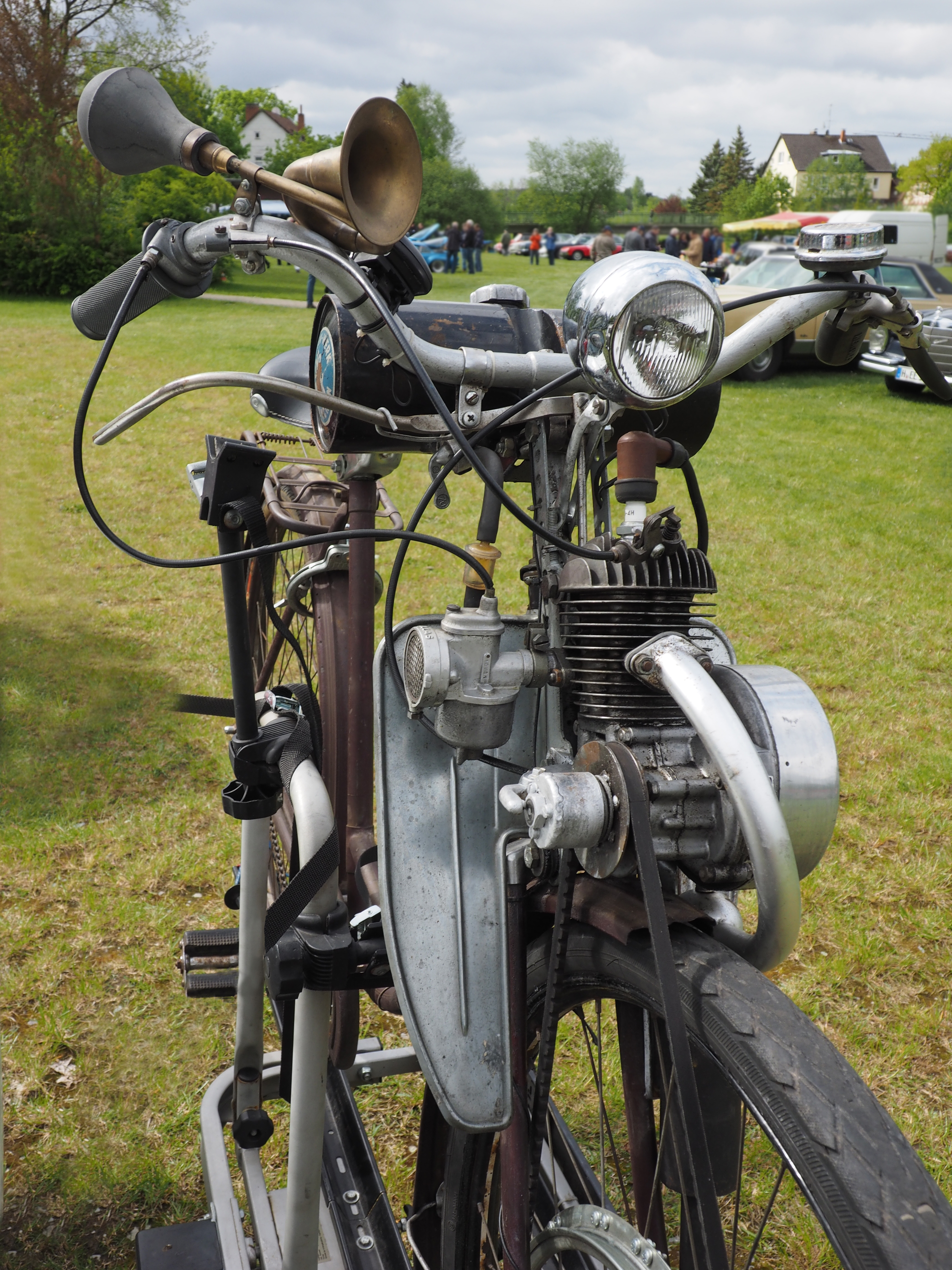
Rex mit Riemenantrieb (1948–1964)
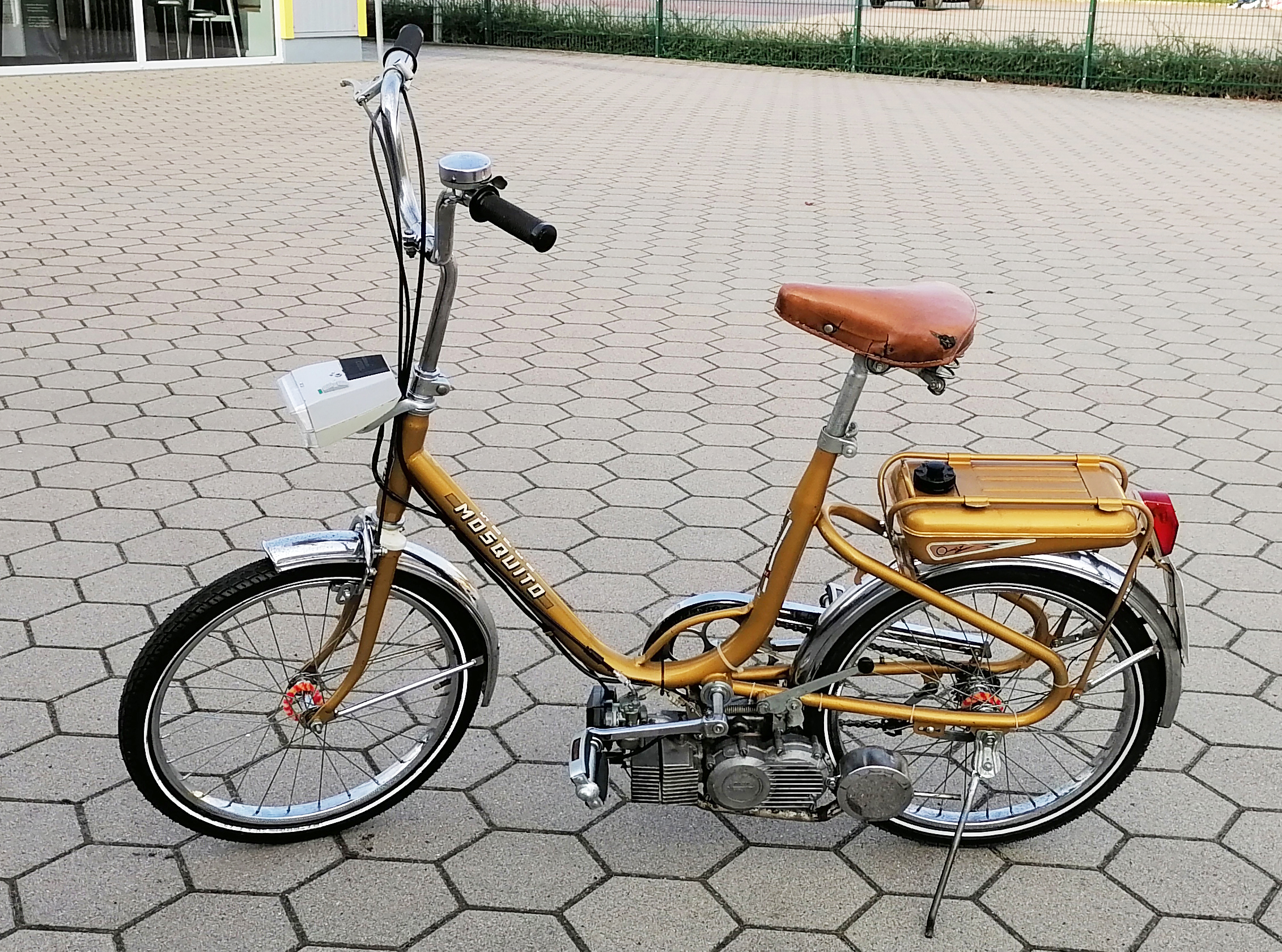
Garelli Super-Mosquito mit Hilfsmotor unter dem Tretlager (1968–1972)
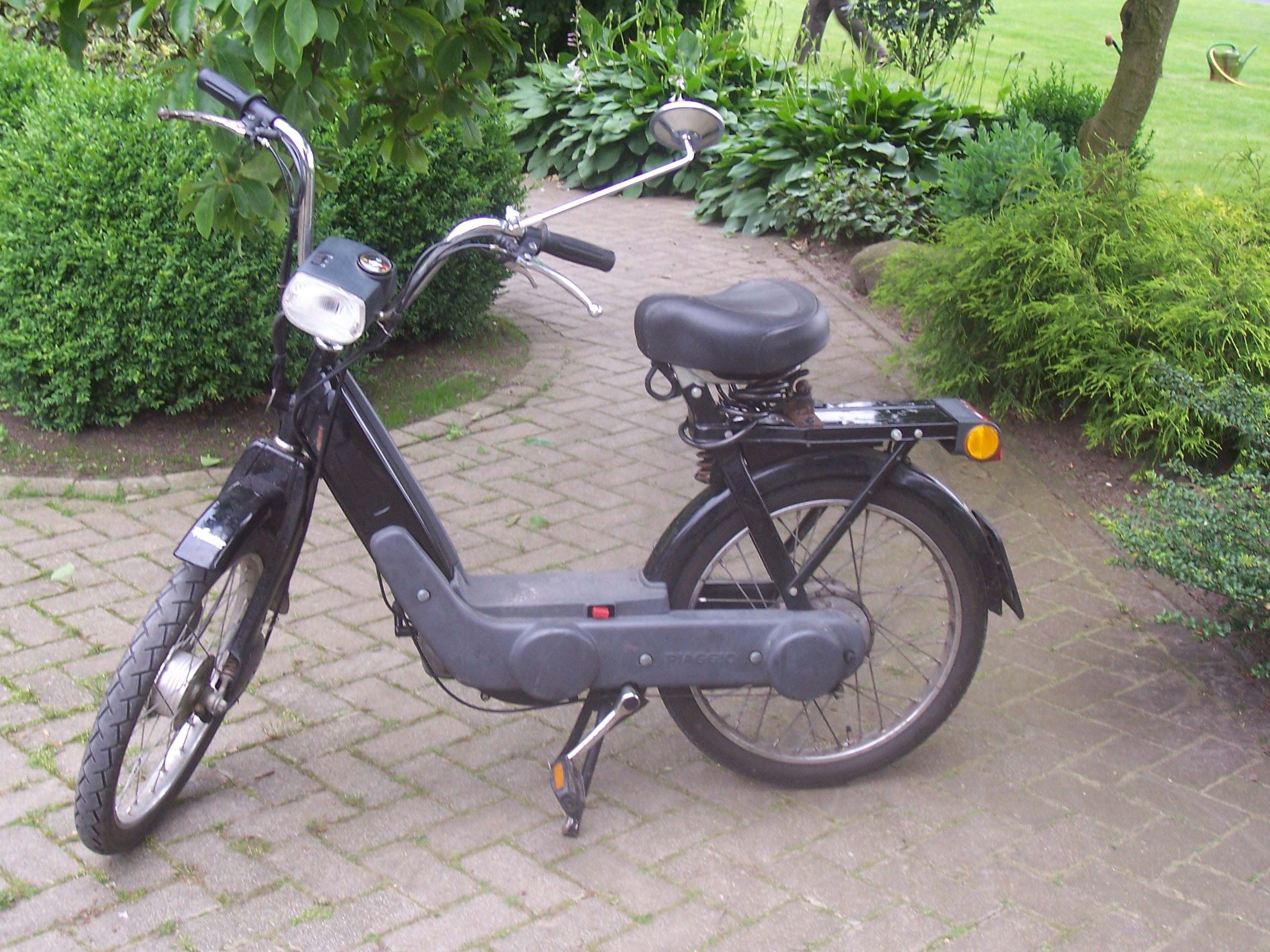
Piaggio Ciao (1968–2006)
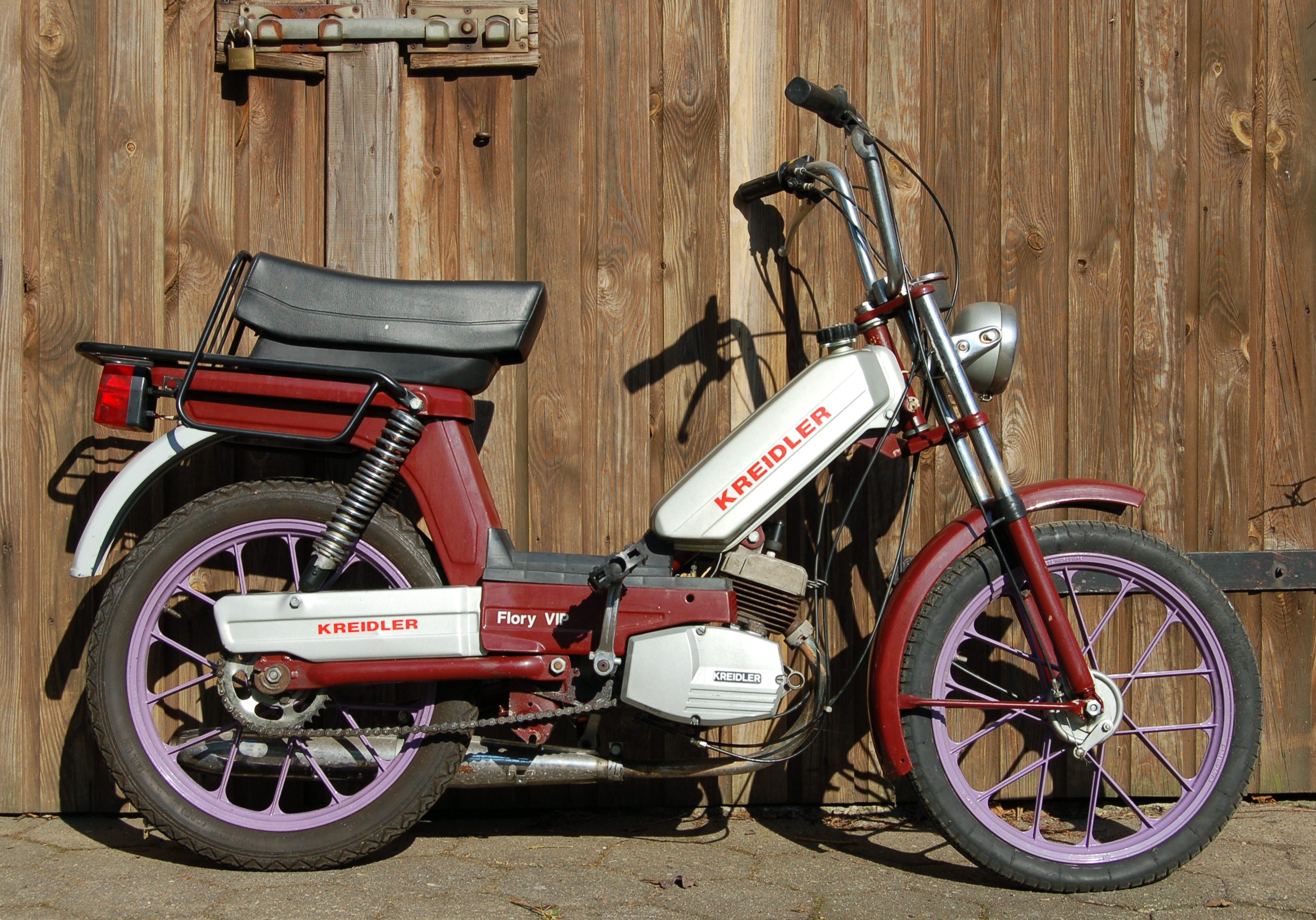
Kreidler Flory (1969–1982)
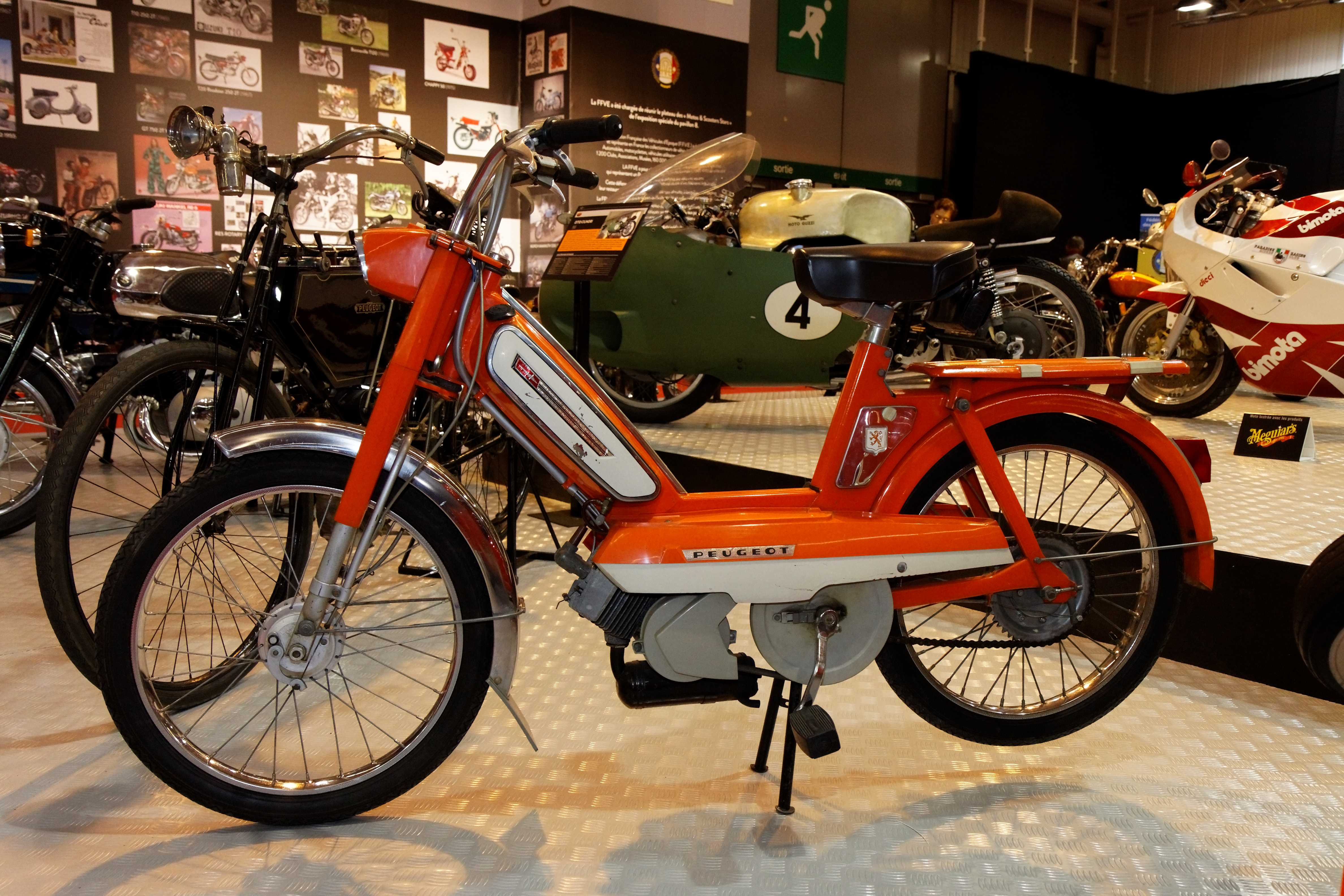
Peugeot 103/Vogue (1971–)
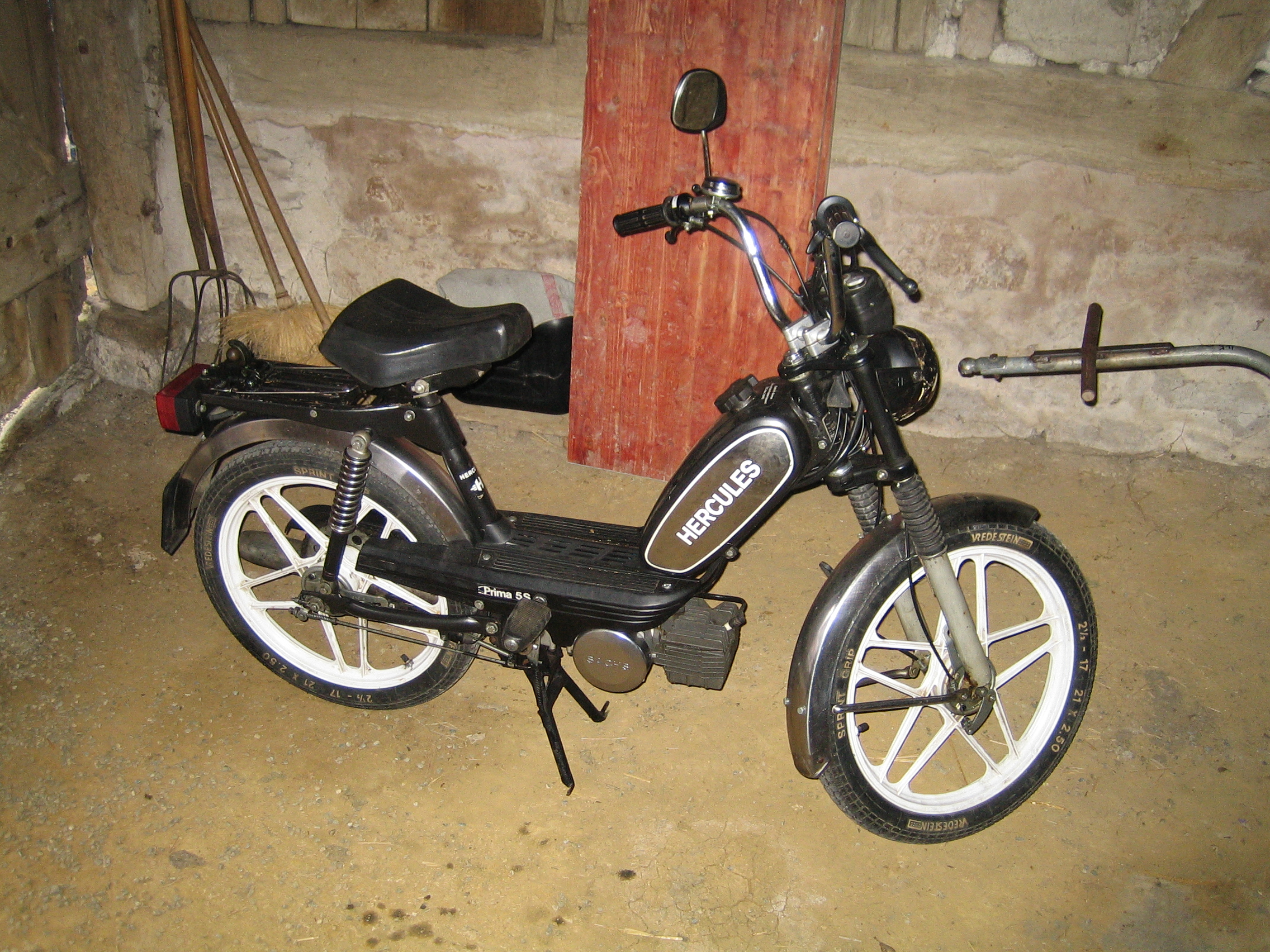
Hercules Prima 5S (1974–2005)
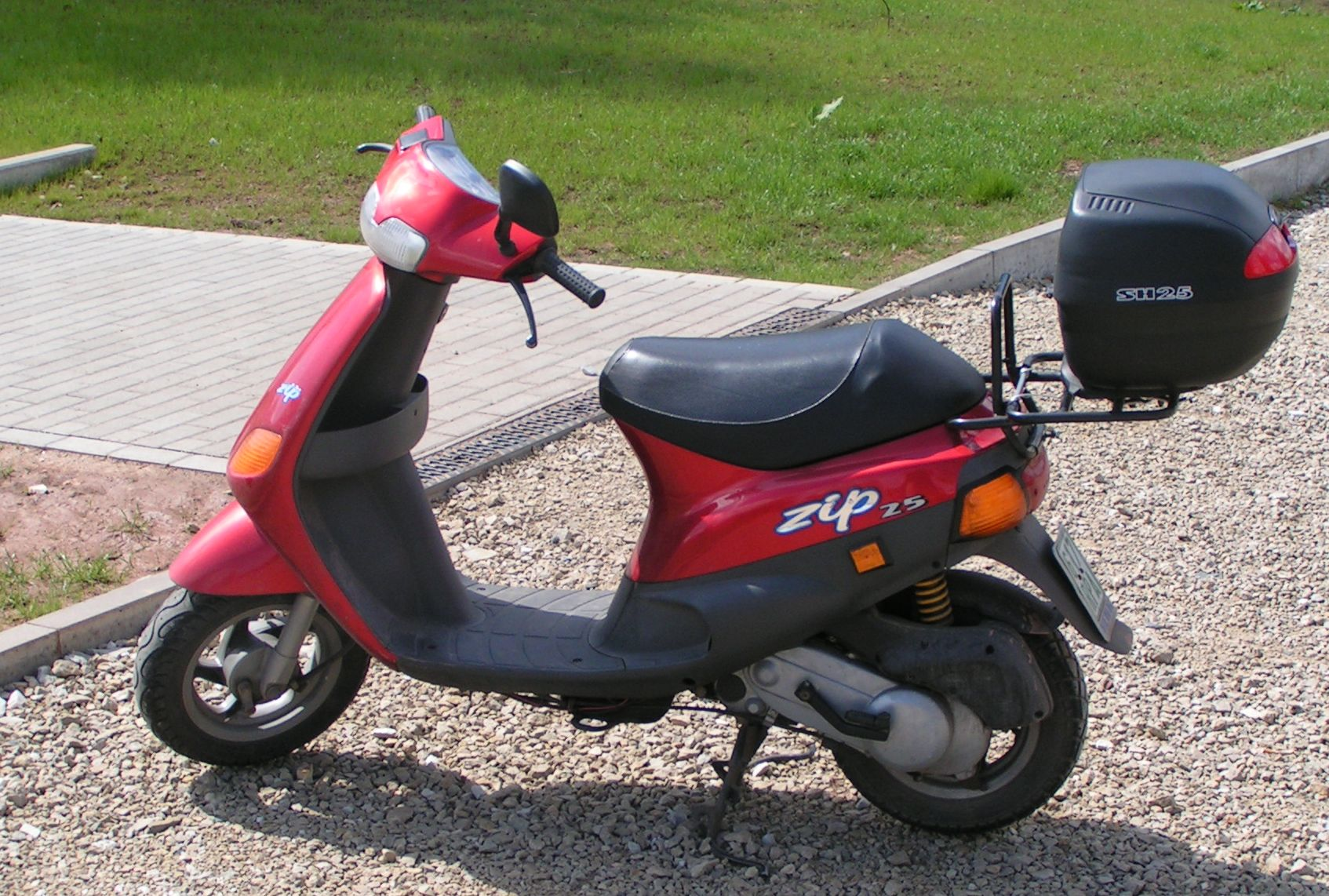
Piaggio Zip (1992–)

## Rechtslage

Mofas frei

Fahrräder mit Hilfsmotor unterliegen keiner Zulassung, Kraftfahrzeugsteuer oder Hauptuntersuchung. Zum Betrieb auf den öffentlichen Straßen ist in jedem Falle ein Versicherungskennzeichen und eine Betriebserlaubnis erforderlich.
- FmH über 25 km/h und bis 45 km/h: Verkehrsrechtlich gilt in Deutschland das Fahrrad mit Hilfsmotor mit einer bauartbedingten Höchstgeschwindigkeit von mehr als 25 km/h als Kleinkraftrad, bei dem die Führerscheinklasse AM erforderlich ist. Zulassungsrechtlich fällt dieses Fahrrad mit Hilfsmotor in die Fahrzeugklasse L1e; umgangssprachlich wird es als Moped bezeichnet.

- FmH bis 25 km/h: Ein Mofa ist nach § 4 FeV ein einspuriges Fahrrad mit Hilfsmotor, (auch ohne Tretkurbeln) mit dem eine bauartbedingte Höchstgeschwindigkeit von nicht mehr als 25 km/h erreicht wird. Zum Führen eines Mofas ist lediglich ein Mindestalter von 15 Jahren und nach § 5 FeV eine Mofa-Prüfbescheinigung erforderlich. Wer im Besitz einer Fahrerlaubnis, unabhängig welche Klasse, oder vor dem 1. April 1965 geboren ist, benötigt keine Prüfbescheinigung. Wie beim Leichtmofa handelt es sich beim Mofa um eine nationale Sonderregelung, die in anderen Ländern nicht anzutreffen ist und keiner EU-Norm entspricht. Mofas und Leichtmofas müssen die Fahrbahn benutzen, wobei die örtliche Ausschilderung – insbesondere Radwege – mitunter Ausnahmen für Mofas ausweist. Außerhalb geschlossener Ortschaften dürfen Mofas grundsätzlich die Radwege benutzen.[15]
- Leichtmofa bis 20 km/h: Fahrer von Leichtmofas sind von der Helmpflicht befreit und die elektrische Ausstattung des Fahrzeugs muss nur den Vorschriften für Fahrräder genügen. In Bezug auf Versicherungs- und Führerscheinfragen gelten dieselben Bestimmungen wie für das Mofa. Rechtsgrundlage ist in Deutschland die Leichtmofa-Ausnahmeverordnung (StVRAusnV) vom 26. März 1993.[16] Leichtmofas sind rechtlich enger definiert als Mofas und müssen eine Reihe weiterer Kriterien erfüllen.[17]

Für die Rechtslage in Österreich und der Schweiz siehe: Motorfahrrad

## Sonstiges
- Für FmHs, die bis 1952 oder 1957 erstmals in Verkehr gekommen sind, gelten Ausnahmeregelungen in Bezug auf zulässige Hubraumgröße und Höchstgeschwindigkeit.[18]
- FmHs im Sinne der Bestimmungen der DDR gelten weiterhin als FmH, wenn sie bis 28. Februar 1992 erstmals in Verkehr gekommen sind.[19] (Jedoch nur in Bezug auf Fahrerlaubnisfragen, deshalb ist heute das Mitführen einer Betriebserlaubnis auch für Fahrräder mit Hilfsmotor der DDR erforderlich).
- Pedelecs gelten nicht als FmH, sondern als Fahrrad, wenn die Tretunterstützung bis maximal 25 km/h reicht und die Motorleistung 250 Watt nicht übersteigt. Diese Regelung gilt ebenfalls für Pedelecs mit elektromotorischer Anfahr- oder Schiebehilfe bis 6 km/h.[20][21]
- Elektrokleinstfahrzeug bzw. elektrische Mobilitätshilfen wie Segway Personal Transporter gelten nicht als FmH, sondern als Elektrokleinstfahrzeug nach der Elektrokleinstfahrzeuge-Verordnung, bis 15. Juni 2019 galten sie nach der Mobilitätshilfenverordnung als Mobilitätshilfe.